# Карл Грабер
Карл Грабер (нім. Karl Graber) — австрійський футболіст, що грав на позиції нападника.
У 1934 році у складі клубу «Флорідсдорфер» був учасником матчу кубка Мітропи проти угорського «Ференцвароша». У першому матчі в Будапешті за участі Грабера угорці упевнено здобули перемогу з рахунком 8:0. У матчі-відповіді Карл уже не грав. У сезоні 1934/35 у складі «Флорідсдорфера» зіграв 1 матч проти «Хакоаха», що завершився поразкою 2:3. На початку 1935 року також грав у складі команди у 1/16 фіналу кубка Австрії. «Флорідсдорфер» переграв команду «Вікторія Х» з рахунком 3:1, а Грабер відзначився одним з голів на 65-й хвилині
У 1935 році приєднався до команди «Клагенфуртер АС», що виступала в регіональній лізі Каринтії. У 1937 році команда стала чемпіоном Каринтії. Завдяки цьому успіху клуб отримав можливість позмагатись за звання аматорського чемпіона Австрії. В 1/4 фіналу клуб Грабера переміг «Пінкафельд» 5:0 і 5:1. У півфіналі суперником «Клагенфуртера» став клуб «Пост» (Відень), учасник вищої ліги сезону 1936/37. У першій грі віденці вдома здобули перемогу 5:2. У матчі-відповіді Грабер забив гол, а його команда перемогла з рахунком 4:2, але цього не вистачило для виходу у фінал.

## Статистика

### Статистика виступів у кубку Мітропи
| №                      | Розіграш               | Стадія                 | Дата та місце проведення | Команда 1              | Рахунок | Команда 2     | Голи |
| ---------------------- | ---------------------- | ---------------------- | ------------------------ | ---------------------- | ------- | ------------- | ---- |
| 1                      | 1934                   | 1/8                    | 17.06.1934 Будапешт      | Ференцварош            | 8:0     | Флорідсдорфер |      |
| Всього у кубку Мітропи | Всього у кубку Мітропи | Всього у кубку Мітропи | Всього у кубку Мітропи   | Всього у кубку Мітропи | 1       |               | 0    |